# Juan Domingo Vidal
Juan Domingo Vidal (Reus, c. 1735 - Cádiz, 22 de abril de 1808) fue un compositor y maestro de capilla español.

## Vida
Hijo de Domingo Juan Domingo Sastre y María Vidal, su infancia y juventud transcurrió en Reus, en la provincia de Tarragona, su lugar de nacimiento.
En 1759 se presentó sin éxito a las oposiciones para el magisterio de la Colegiata de Antequera. Poco después se presentó a las de la Colegiata de Olivares, también sin éxito. Ese mismo año, José Ramos, maestro de capilla de la Colegiata del Salvador de Sevilla, renunció a su cargo para quedarse como organista en la misma iglesia. El cargo de maestro estaba mal pagado, por lo que no resultaba fácil cubrir la vacante. Cuando Domingo solicitó el cargo, el cabildo organizó un examen que realizaría con Pedro Rabassa, el maestro de la Catedral de Sevilla. Domingo aprobó el examen y solicitó 100 ducados adicionales para financiar su ordenación como sacerdote, ya que solo era clérigo de menores en ese momento.
En su nuevo cargo hubo disputas con el organista, su antecesor en el cargo, por el cobro de las funciones fuera de la iglesia, que tuvo que ser solucionado por el cabildo. En 1764 solicitó al cabildo un lugar para colocar un arca de enfermería, que el cabildo concedería en la capilla de San Blas, cuya lleva tendría en Protector de Capilla, pero se dejó claro que el cabildo no quería responsabilidad de las «quiebras y quebrantos» de los músicos. En 1772 se trató de reconducir las faltas de los músicos: el maestro castigaría las ausencias y solo se les pagaría tras el visto bueno del maestro. El dinero de las multas sería a mitad para el maestro y a mita para el arca de enfermería, es decir, para financiar las enfermedades de los músicos.
Durante su magisterio en Sevilla se presentó a numerosas oposiciones para el magisterio de varias catedrales, como Málaga, Oviedo, Granada, Córdoba, etc., todas sin éxito. En 1767, tras el fallecimiento del maestro Juan Francés de Iribarren, numerosos maestros ofrecieron sus servicios al cabildo de la Catedral de Málaga, entre ellos Juan Domingo Vidal, un compositor relativamente menor comparado con otros interesados como Bernardo Miralles, maestro de la Basílica del Pilar de Zaragoza; Antonio Milá, maestro de la Catedral de Tarragona; o Antonio Ugena, maestro de la Capilla Real. Los jueces del tribunal, Antonio Ripa, de la Catedral de Sevilla, y Francisco Soler, de la Catedral de Jaén, dieron el cargo fue finalmente para Jaime Torrens, quedando Domingo segundo. El 2 de mayo de 1774 había fallecido el maestro Enrique Villaverde, por lo que quedaba vacante el magisterio de la Catedral de Oviedo. Quedó de interino el tenor Ventura Suárez mientras se organizaban las oposiciones para el ocupar cargo. Se presentaron Pedro Furió, maestro de capilla de la Catedral de León; Juan Antonio García Carrasquedo, maestro de capilla de la Catedral de Santander; Francisco Náger, maestro de la Catedral de Orense; y Juan Domingo, maestro de una Colegiata de Sevilla. No se presentaron Pedro Aranaz, maestro de capilla de la Catedral de Cuenca; José Gargallo, músico residente en Zaragoza; y Francisco Courxell, músico residente en Madrid. Domingo consiguió un único voto de 30 posibles en el primer escrutinio; en la segunda vuelta Pedro Furió consiguió el cargo.
En 1788 el cabildo catedralicio de Cádiz decidió llamara a Domingo ya que la enfermedad del maestro titular, Francisco Delgado, no le permitía ejercer sus funciones. El interinato se alargó hasta 1792, cuando Domingo se ordenó sacerdote y pasó a ocupar la plaza como titular.
Permaneció en la cargo hasta su fallecimiento el 22 de abril de 1808.

## Obra

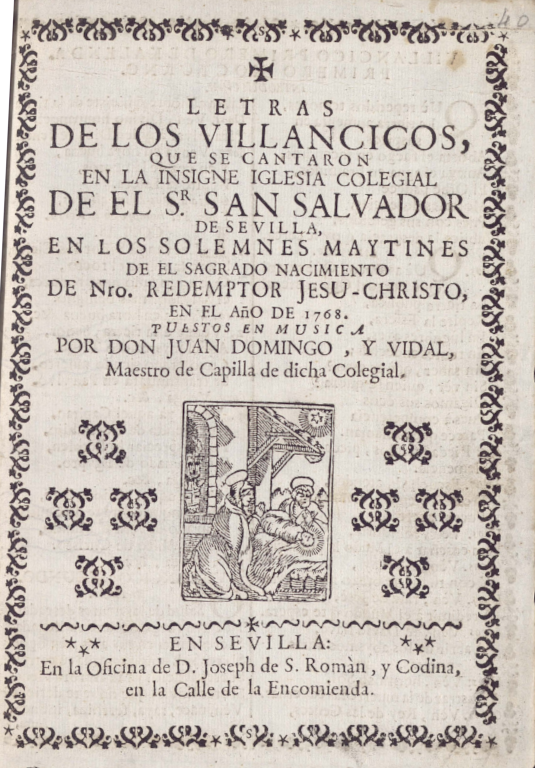
Letras de los villancicos que se cantaron en la Insigne Iglesia Colegial de el Sr. San Salvador de Sevilla, en los solemnes maytines de el sagrado nacimiento de Nro. redemptor Jesu-Christo, en el año de 1768 puestos en música por Juan Domingo y Vidal (1768) de autor desconocio, publicado en Sevilla en la Oficina de Don Joseph de S. Román y Codina

Juan Domingo Vidal corresponde estilísticamente a la transición del Barroco al Clasicismo. En su música conviven la polifonía antigua con la orquesta del barroco tardía, con claras inclusiones del estilo galante.
Todas sus composiciones corresponden a música litúrgica, entre las que se documentaron en Cádiz un miserere, cuatro juegos de villancicos o responsorios, quince salmos, tres himnos y cuatro misas. En la actualidad se conservan unas doscientas obras del maestro. También se conservan en la Colegiata del Salvador de Sevilla algunos villancicos, además de la música conservada en las catedrales en las que opositó.